# Мостовое (Крым)
Мостово́е (укр. Мостове, крымскотат. Mostovoye, Мостовое) — село в Бахчисарайском районе Республики Крым, в составе Железнодорожненского сельского поселения (согласно административно-территориальному делению Украины — Железнодорожненкого сельского совета Бахчисарайского района Автономной Республики Крым).

## Современное состояние
В селе 3 улицы; на 2009 год, на площади 24 гектара в 43 дворах проживало 245 человек, в Мостовом находится сельский совет, два магазина, кафе-бар. Село связано автобусным сообщением с Бахчисараем и Севастополем.

## Население
| 2001 | 2014 |
| ---- | ---- |
| 294  | ↘267 |

Всеукраинская перепись 2001 года показала следующее распределение по носителям языка
| Язык             | Процент |
| ---------------- | ------- |
| русский          | 66.67   |
| крымскотатарский | 28.91   |
| украинский       | 4.08    |
| другие           |         |

## География
Село расположилось на правом берегу реки Кача, в центральной части района, на пересечении речной долины с долиной между Внешней и Внутренней грядами Крымских гор, высота центра села над уровнем моря — 102 м. Село лежит на 38-м километре автодороги 35Р-001 (по украинской классификации — Н06 Симферополь — Севастополь), в 6 километрах от Бахчисарая. Ближайшие железнодорожные станции — платформа 1501 км (в 1 км.) и станция Сирень в 2 километрах. Соседние сёла: Новенькое в 300 м, и Железнодорожное в 700-х метрах.

## История
Известно, что в 1810-х годах земли, на которых стоит село, были имением графа Мордвинова, занимавшем площадь около 4000 гектаров («…на которых не осталось ни одного татарина»). В 20—30-х годах XIX века на берегу Качи возник хутор для размещения обслуги имения наследников Мордвинова, которым принадлежали 2 200 десятин. К 1842 году за хутором закрепилось название хутор Мордвинова или усадьба Мордвинова, так он обозначался на топографических картах XIX века. На картах советского времени хутор уже не обозначался, включая последнюю довоенную — двухкилометровку РККА 1942 года.
Время образования села и включения его в упразднённый впоследствии Подгородненского сельский совет пока не установлено, известно, что на 1960 год Мостовое входило в его состав, с 1970 года — в составе Железнодорожненского. По данным переписи 1989 года в селе проживало 209 человек. С 12 февраля 1991 года село в восстановленной Крымской АССР, 26 февраля 1992 года переименованной в Автономную Республику Крым. С 21 марта 2014 года в составе Крыма аннексировано Россией.